# Karel Schramek
Karel šlechtic Schramek (uváděn též česky jako Karel Šrámek) (15. prosince 1851 Praha – 20. dubna 1913 Praha) byl český právník a soudce. S doktorátem práv z Karlovy univerzity vstoupil v roce 1874 do státních služeb a zastával řadu funkcí v justiční sféře. Svou kariéru završil jako prezident Zemského soudu v Praze (1907–1912). Po odchodu do výslužby byl povýšen do šlechtického stavu.

## Životopis
Pocházel z Prahy, byl synem městského radního Antonína Schramka. Absolvoval gymnázium v Praze a poté studoval práva na Karlově univerzitě. Jako doktor práv (1874) začal svou kariéru jako nižší úředník u Vrchního zemského soudu v Praze, poté působil u okresních soudů na Smíchově a Vyšehradě, od roku 1878 byl soudním adjunktem u okresního soudu v Novém Městě nad Metují. Po několika letech se vrátil do Prahy, kde byl od roku 1893 tajemníkem u Vrchního zemského soudu v Praze. V roce 1894 byl jmenován radou Vrchního zemského soudu v Praze a v roce 1905 ve stejné funkci přešel k Zemskému soudu v Praze. V letech 1907–1912 zastával funkci prezidenta Zemského soudu v Praze. Ze zdravotních důvodů odešel v roce 1912 na vlastní žádost do penze a zemřel o rok později.
Za zásluhy byl nositelem Leopoldova řádu (1911) a při příležitosti odchodu do penze byl povýšen do šlechtického stavu s titulem Edler von (1912). Dále byl nositelem čestného kříže II. třídy Řádu knížecího domu Schaumburg-Lippe a Královského domácího hohenzollernského domácího řádu I. třídy.

## Rodina
Jeho manželkou byla Emílie, rozená Bubeníčková (1844–1920), dcera továrníka a českého vlastence Vincence Bubeníčka. Vynikla jako zpěvačka v oboru soprán, hostovala po celé Evropě, měla angažmá mimo jiné v Berlíně, Moskvě nebo Petrohradě. Vystupovala také v Praze, kde pod osobním vedením Bedřicha Smetany zpívala Mařenku v Prodané nevěstě. Po sňatku s Karlem Schramkem v roce 1879 na další kariéru rezignovala, nadále se ale věnovala propagaci hudby i s manželem, který byl zdatným hráčem na violoncello. Z jejich manželství se narodili tři synové, z nich Karel (1882–1943) vynikl jako pianista.